# John Biller
John Arthur Biller (14 novembre 1877 – New York, 26 marzo 1934) è stato un lunghista, altista e discobolo statunitense.
Partecipò ai Giochi olimpici di Saint Louis 1904 aggiudicandosi la medaglia di bronzo nel salto in lungo da fermo; nel 1908 prese parte ai Giochi di Londra, conquistando l'argento nel salto in alto da fermo.

## Palmarès
| Anno | Manifestazione  | Sede        | Evento           | Risultato | Prestazione | Note                          |
| ---- | --------------- | ----------- | ---------------- | --------- | ----------- | ----------------------------- |
| 1904 | Giochi olimpici | Saint Louis | Alto da fermo    | 4º        | 1,42 m      |                               |
| 1904 | Giochi olimpici | Saint Louis | Lungo da fermo   | Bronzo    | 3,25 m      |                               |
| 1904 | Giochi olimpici | Saint Louis | Lancio del disco | 5º        | n/d         |                               |
| 1908 | Giochi olimpici | Londra      | Alto da fermo    | Argento   | 1,55 m      | Miglior prestazione personale |
| 1908 | Giochi olimpici | Londra      | Lungo da fermo   | 4º        | 3,21 m      |                               |